# Richard Cox
Richard Cox (New York, 6 maggio 1948) è un attore statunitense.

## Biografia
Noto per i ruoli di Stuart Richards nel film Cruising e di Max Frazier in Ghostwriter. Nel 1979 è stato candidato al Tony Award al miglior attore non protagonista in un musical per Platinum.
Cox si è esibito a Broadway con Ingrid Bergman in Captain Brassbound prima di andare a Hollywood nel 1975 con la compagnia nazionale di Grease.
È apparso con Al Pacino in Cruising (1980) e Riccardo III - Un uomo, un re (1996). Tra gli altri film, ricordiamo La regina del male (1974), Between the Lines (1977), Bolidi nella notte (1981), Hellhole (1985), The Vindicator (1986), Zombie High (1987) e Radio Free Albemuth (2010).

## Filmografia parziale

### Cinema
- La regina del male (Seizure), regia di Oliver Stone (1974)
- Between the Lines, regia di Joan Micklin Silver (1977)
- Cruising, regia di William Friedkin (1980)
- Bolidi nella notte (King of the Mountain), regia di Noel Nosseck (1981)
- Can She Bake a Cherry Pie?, regia di Henry Jaglom (1983)
- Hellhole, regia di Pierre De Moro (1985)
- The Vindicator, regia di Jean-Claude Lord (1986)
- Zombie High, regia di Ron Link (1987)
- Street Justice - Un'ombra nella notte (Street Justice), regia di Richard C. Sarafian (1987)
- The Oasis (1989)
- Riccardo III - Un uomo, un re (Looking for Richard), regia di Al Pacino (1996)
- A Hero's Climb (1997)
- Besotted (2001)
- Outta Time (2002)
- Storm Watch, regia di Terry Cunningham (2002)
- Missing Brendan (2003)
- Barry Dingle (2005)
- The Toe Tactic (2008)
- Radio Free Albemuth, regia di John Alan Simon (2010)
- Wilde Salomé, regia di Al Pacino (2011)

### Televisione
- Sunshine - serie TV, episodio 1x06 (1975)
- Sanford and Son - serie TV, episodio 5x04 (1975)
- Baretta - serie TV, 2 episodi (1975)
- The Adams Chronicles - serie TV, episodio 1x04 (1976)
- Executive Suite - serie TV, 18 episodi (1976-1977)
- What Really Happened to the Class of '65? - serie TV, un episodio (1978)
- Agenzia Rockford (The Rockford Files) - serie TV, episodio 6x06 (1979)
- Stone - serie TV, episodio 1x05 (1980)
- Camp Grizzly (1980) - film TV
- Alice at the Palace (1982) - film TV
- Mai dire sì (Remington Steele) - serie TV, episodio 1x07 (1982)
- Simon & Simon - serie TV, episodio 2x19 (1983)
- Magnum, P.I. - serie TV, episodio 3x22 (1983)
- Top Secret (Scarecrow and Mrs. King) - serie TV, episodio 2x16 (1985)
- Alfred Hitchcock presenta (Alfred Hitchcock Presents) - serie TV, episodio 1x21 (1986)
- Slow Burn, regia di Matthew Chapman (1986)
- Hunter - serie TV, episodio 3x19 (1987)
- The Bronx Zoo - serie TV, 4 episodi (1987)
- La signora in giallo (Murder, She Wrote) - serie TV, episodio 4x03 (1987)
- Once Again (1987) - film TV
- Shattered Innocence, regia di Sandor Stern (1988) - film TV
- Tanner '88 - serie TV, 7 episodi (1988)
- CBS Summer Playhouse - serie TV, episodio 2x15 (1988)
- Unholy Matrimony (1988) - film TV
- Voci nella notte (Midnight Caller) - serie TV, episodio 1x03 (1988)
- Peaceable Kingdom - serie TV, un episodio (1989)
- Freddy's Nightmares - serie TV, episodio 2x02 (1989)
- Quattro donne in carriera (Designing Women) - serie TV, episodio 4x10 (1989)
- L.A. Law - Avvocati a Los Angeles (L.A. Law) - serie TV, episodio 4x06 (1989)
- Star Trek: The Next Generation - serie TV, episodi 2x15-3x12 (1989-1990)
- Linea diretta (WIOU) - serie TV, episodio 1x07 (1990)
- Quando si ama (Loving) - soap opera, 124 puntate (1991-1992)
- Ghostwriter - serie TV, 13 episodi (1992-1994)
- Law & Order - I due volti della giustizia (Law & Order) - serie TV, episodio 3x12 (1993)
- Young at Heart, regia di Allan Arkush (1995) - film TV
- Legend - serie TV, episodio 1x04 (1995)
- Millennium - serie TV, episodio 1x19 (1997)
- Sentieri (Guiding Light) - soap opera, 2 puntate (1997)
- The Visitor - serie TV, 4 episodi (1997-1998)
- The Net - serie TV, episodio 1x10 (1998)
- Nash Bridges - serie TV, episodio 5x18 (2000)
- Un detective in corsia (Diagnosis: Murder) - serie TV, episodio 7x19 (2000)
- X-Files (The X-Files) - serie TV, episodio 7x18 (2000)
- The Huntress - serie TV, episodio 1x06 (2000)
- American Tragedy, regia di Lawrence Schiller (2000) - film TV
- Il fuggitivo (The Fugitive) - serie TV, episodio 1x09 (2000)
- The Practice - Professione avvocati (The Practice) - serie TV, episodio 6x04 (2001)
- Titus - serie TV, episodio 3x15 (2002)
- Dragnet - serie TV, episodio 1x07 (2003)
- E.R. - Medici in prima linea (ER) - serie TV, episodio 10x04 (2003)
- Veritas: The Quest - serie TV, episodio 1x11 (2003)
- JAG - Avvocati in divisa (JAG) - serie TV, episodio 9x12 (2004)
- Senza traccia (Without a Trace) - serie TV, episodio 2x16 (2004)
- Threshold - serie TV, episodio 1x03 (2005)
- Numb3rs - serie TV, episodio 2x04 (2005)
- Cold Case - Delitti irrisolti (Cold Case) - serie TV, episodio 3x07 (2005)
- Crossing Jordan - serie TV, episodio 5x12 (2006)
- The Closer - serie TV, episodio 2x06 (2006)
- Close to Home - Giustizia ad ogni costo (Close to Home) - serie TV, episodio 2x05 (2006)
- Raines - serie TV, episodio 1x07 (2007)
- Bones - serie TV, episodio 3x02 (2007)
- Moonlight - serie TV, episodio 1x09 (2007)
- Blank Slate (2008) - film TV
- Leverage - Consulenze illegali (Leverage) - serie TV, episodio 1x02 (2008)
- Southland - serie TV, episodio 1x06 (2009)
- CSI: Miami - serie TV, 2 episodi (2011)
- The Mentalist - serie TV, episodio 4x18 (2012)
- NCIS: Los Angeles - serie TV, episodio 4x15 (2013)
- Franklin & Bash - serie TV, episodio 3x06 (2013)
- Alpha House - serie TV, 10 episodi (2013-2014)
- A Mother Betrayed (2015) - film TV
- The Librarians (The Librarians) - serie TV, 4 episodi (2015)
- Una mamma per amica - Di nuovo insieme (Gilmore Girls: A Year in the Life) - serie TV, episodio 8x01 (2016)
- Grey's Anatomy - serie TV, episodio 15x13 (2019)
- Novelmore - serie TV, un episodio (2020)

## Doppiatori italiani
Nelle versioni in italiano delle opere in cui ha recitato, Richard Cox è stato doppiato da:
- Antonio Sanna in Star Trek: The Next Generation, Grey's Anatomy
- Paolo Marchese in X-Files, NCIS: Los Angeles
- Fabrizio Pucci in Senza traccia, Close to Home - Giustizia ad ogni costo
- Massimo Giuliani in La famiglia Bradford
- Flavio Bucci in Cruising
- Massimo Turci in Top Secret
- Sergio Fiorentini in Alfred Hitchcock presenta
- Lorenzo Macrì in Quando si ama
- Christian Iansante in Riccardo III - Un uomo, un re
- Gianni Williams in Millennium
- Vittorio Guerrieri in Numb3rs
- Luigi La Monica in Cold Case - Delitti irrisolti
- Davide Marzi in The Closer
- Edoardo Nordio in Bones
- Saverio Indrio Leverage - Consulenze illegali
- Emidio La Vella in CSI: Miami (ep. 9x22)
- Oliviero Dinelli in CSI: Miami (ep. 10x09)
- Teo Bellia in The Mentalist
- Giorgio Locuratolo in A Mother Betrayed
- Dario Oppido in The Librarians